# Nação Portuguesa
Nação Portuguesa («Nación Portuguesa») fue una revista portuguesa publicada durante períodos irregulares entre 1914 y 1938. Empleó inicialmente el subtítulo de Revista de Filosofia Política y, posteriormente, pasó a usar el de Revista de Cultura Nacionalista.
Editada en Coímbra, fue dirigida, entre otros, por Alberto de Monsaraz, Alfredo Pimenta, Manuel Múrias y António Sardinha. Influidos sus colaboradores por el nacionalismo integral del intelectual francés Charles Maurras y Acción Francesa, fue conocida por ser el órgano de expresión del Integralismo Lusitano. Defendió posiciones antirrepublicanas, antidemócratas y antiparlamentarias.